# Сычевка (Смоленская область)
Сычевка — деревня в Монастырщинском районе Смоленской области России. Входит в состав Барсуковского сельского поселения. Население — 200 жителей (2007 год).
Расположена в западной части области в 15 км к востоку от Монастырщины, в 22 км западнее автодороги А141 Орёл — Витебск. В 24 км восточнее деревни расположена железнодорожная станция Починок на линии Смоленск — Рославль.

## История
В годы Великой Отечественной войны деревня была оккупирована гитлеровскими войсками в июле 1941 года, освобождена в сентябре 1943 года.